# Frithjof Kleen
Frithjof Kleen (Berlín, 25 de junio de 1983) es un deportista alemán que compite en vela en la clase Star.
Ganó tres medallas en el Campeonato Mundial de Star entre los años 2011 y 2021, y tres medallas en el Campeonato Europeo de Star entre los años 2013 y 2019. Participó en los Juegos Olímpicos de Londres 2012, ocupando el sexto lugar en la clase Star.

## Palmarés internacional
| \| Campeonato Mundial \| Campeonato Mundial \| Campeonato Mundial \| Campeonato Mundial \| \| Año \| Lugar \| Medalla \| Clase \| \| ------------------ \| ----------------------- \| ------------------ \| ------------------ \| \| 2011 \| Perth (Australia) \| Medalla de bronce \| Star \| \| 2014 \| Malcesine (Italia) \| Medalla de oro \| Star \| \| 2021 \| Kiel (Alemania) \| Medalla de oro \| Star \| \| Campeonato Europeo \| \| \| \| \| Año \| Lugar \| Medalla \| Clase \| \| 2013 \| Båstad (Suecia) \| Medalla de oro \| Star \| \| 2016 \| Warnemünde (Alemania) \| Medalla de oro \| Star \| \| 2019 \| Riva del Garda (Italia) \| Medalla de bronce \| Star \| |                         |                   |       |
| Campeonato Mundial |                         |                   |       |
| Año | Lugar                   | Medalla           | Clase |
| 2011 | Perth (Australia)       | Medalla de bronce | Star  |
| 2014 | Malcesine (Italia)      | Medalla de oro    | Star  |
| 2021 | Kiel (Alemania)         | Medalla de oro    | Star  |
| Campeonato Europeo |                         |                   |       |
| Año | Lugar                   | Medalla           | Clase |
| 2013 | Båstad (Suecia)         | Medalla de oro    | Star  |
| 2016 | Warnemünde (Alemania)   | Medalla de oro    | Star  |
| 2019 | Riva del Garda (Italia) | Medalla de bronce | Star  |